# La Capelle-et-Masmolène
La Capelle-et-Masmolène – miejscowość i gmina we Francji, w regionie Oksytania, w departamencie Gard.
Według danych na rok 1990 gminę zamieszkiwały 323 osoby, a gęstość zaludnienia wynosiła 13 osób/km² (wśród 1545 gmin Langwedocji-Roussillon La Capelle-et-Masmolène plasuje się na 612. miejscu pod względem liczby ludności, natomiast pod względem powierzchni na miejscu 279.).